# Deltocephalus xipei
Deltocephalus xipei är en insektsart som beskrevs av Kramer 1963. Deltocephalus xipei ingår i släktet Deltocephalus och familjen dvärgstritar. Inga underarter finns listade i Catalogue of Life.